# وضعیت شارژ
وضعیت شارژ (SoC) میزان شارژ یک باتری الکتریکی نسبت به ظرفیت آن است. واحدهای SoC درصد هستند (٪۰ = خالی؛ ٪۱۰۰ = پُر). یک شکل جایگزین از همان اندازه‌گیری، عمق تخلیه (DoD)، معکوس SoC (۱۰۰٪ = خالی؛ ٪۰ = پر) است. SoC معمولاً هنگام بحث در مورد وضعیت فعلی باتری در حال استفاده، استفاده می‌شود، در حالی که DoD اغلب هنگام بحث در مورد طول عمر باتری پس از استفاده مکرر دیده می‌شود.
در خودروهای الکتریکی با باتری (BEV)، خودروهای هیبریدی (HV) یا خودروهای الکتریکی هیبریدی برق‌شهری (PHEV), SoC برای بسته باتری معادل یک آمپر سوخت است. ذکر این نکته حائز اهمیت است که وضعیت شارژ، که به عنوان یک گِیج یا مقدار درصد در هر داشبورد خودرو، به ویژه در خودرو هیبریدی برقِشهری ارائه می‌شود، ممکن است نشانگر سطح واقعی شارژ نباشد. در آن مورد خاص، مقدار قابل توجهی از انرژی ذخیره شده در باتری الکتریکی در داشبورد نشان داده نمی‌شود و برای عملیات هیبریدی ذخیره می‌شود. این به وسیله نقلیه اجازه می‌دهد تا با موتورهای الکتریکی عمدتاً با استفاده از انرژی باتری شتاب بگیرد، در حالی که موتور به عنوان یک ژنراتور برای شارژ باتری تا حداقل سطح مورد نیاز برای چنین عملیاتی استفاده می‌شود. نمونه‌هایی از چنین خودروهایی میتسوبیشی اوتلندر PHEV (همه نسخه‌ها/سال‌های تولید)، که در آن ۰٪ از وضعیت شارژ ارائه شده به راننده، ۲۰ تا ۲۲٪ سطح شارژ واقعی است (با فرض سطح صفر به عنوان پایین‌ترین سطح شارژ مجاز. توسط تولیدکننده خودرو). یکی دیگر ب‌ام‌و آی۳ آرئی‌ایکس (نسخه Range Extender) است که در آن حدود ۶٪ از SOC برای عملیات مشابه PHEV رزرو شده‌است. تسلا اعلام کرده‌است که SoC آنها باید کمتر از ۹۵٪ باشد و برخی می‌گویند بین 30% - 80% آرشیوشده ۲۰۲۱-۰۱-۱۱ در وی‌بک ماشین. برخی از داده‌ها برای پشتیبان‌گیری از این نیز وجود دارد.
وضعیت شارژ (SOC) می‌تواند به کاهش اضطراب صاحبان خودروهای برقی در هنگام انتظار در صف یا ماندن در خانه کمک کند زیرا پیشرفت شارژ را منعکس می‌کند و به مالکان اطلاع می‌دهد که چه زمانی آماده می‌شود.

## تعیین‌کردن اس‌اوسی
به‌طور کلی پنج روش برای تعیین SoC به‌طور غیرمستقیم وجود دارد:
- شیمیایی
- ولتاژ
- انتگرال‌گیری جریان
- فیلترسازی کالمن
- فشار